# U-955
U-955 – niemiecki okręt podwodny VIIC z okresu II wojny światowej. Okręt wszedł do służby w 1942.

## Historia
Zamówienie na kolejny okręt podwodny typu VII C zostało złożone w stoczni Blohm & Voss w Hamburgu 10 kwietnia 1941. Rozpoczęcie budowy okrętu miało miejsce 23 lutego 1942. Wodowanie nastąpiło 14 listopada 1942, wejście do służby 31 grudnia 1942.
Po wejściu do służby wszedł w skład 5. Flotylli okrętów podwodnych. Przez pierwsze miesiące służby wykorzystywany do treningu nowej załogi. 1 czerwca 1943 wszedł w skład 9. Flotylli, w ramach której służył do czasu zatonięcia 7 czerwca 1944. 30 kwietnia 1944 przetransportował na Islandię dwóch agentów wywiadu. Zatonął po trafieniu bombami głębinowymi zrzuconymi przez brytyjski samolot Short Sunderland. Zginęła cała 50-osobowa załoga. Do czasu zatonięcia odbył jeden patrol bojowy, podczas którego nie udało mu się zatopić wrogiej jednostki.